# Louis Mazot
 (juillet 2019).
Si vous disposez d'ouvrages ou d'articles de référence ou si vous connaissez des sites web de qualité traitant du thème abordé ici, merci de compléter l'article en donnant les références utiles à sa vérifiabilité et en les liant à la section « Notes et références ».

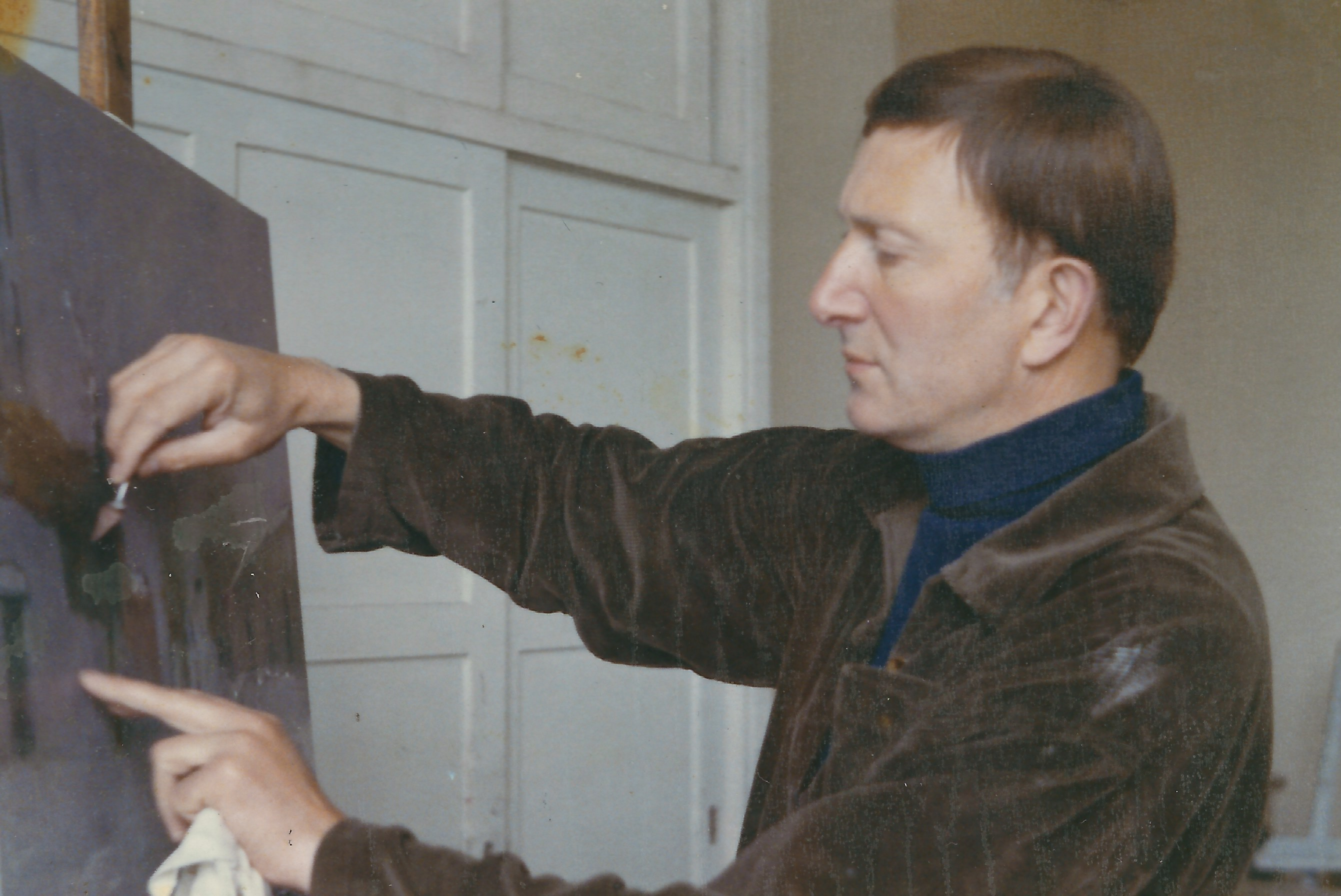
Louis Mazot dans son atelier 1973

Louis Mazot est un peintre figuratif français né le 26 avril 1919 à Montpellier et mort à Paris, le 3 janvier 1994.

## Biographie
Parallèlement à ses études aux Beaux-Arts de Montpellier, sous la direction de Camille Descossy, et à son travail de peintre, il exerce ses talents graphiques comme dessinateur humoristique au Midi-Libre sous le pseudonyme Tony Tolis, puis sous son nom, à son arrivée à Paris, notamment pour l’Illustration et Le Rire.
Il se lie d’amitié avec les cinéastes Jean-Charles Tacchella et Henri Colpi et fonde avec eux, en 1948, la revue Ciné-Digest dont il assure la direction artistique et réalise les dessins.
Avec la Suissesse Sylvia Meyer, qu’il épouse en 1950, ils se lancent dans la création de mobilier et de dessins textiles qu’ils développent dans leur magasin de la rue de Verneuil  - les Ateliers Mazot-Meyer. Ensemble, ils réalisent également des décors de vitrines pour de grandes enseignes. Son épouse continuera, pendant près de trente ans, à concevoir meubles et objets en rotin.
À partir de 1955, Louis Mazot décide de se consacrer exclusivement à la peinture. Exposant peu, il peint sans discontinuer jusqu’à sa disparition en 1994.

## Style
En 1955 que Louis Mazot expose pour la première fois à la galerie Saint-Placide. Sélectionné à plusieurs reprises pour le Prix de la critique, il participe également aux Peintres Témoins de leur Temps. Son œuvre est remarquée pour ses paysages et natures mortes à la matière dense et à la palette aux couleurs chaudes.[Interprétation personnelle ?]A partir de 1962, il traverse une décennie de doutes et de recherches, s’éloignant des galeries et du rythme trop soutenu des expositions.[Interprétation personnelle ?]
Dans les années 70, ses compositions intimistes se distinguent par des sujets aux contours flous avec des tonalités discrètes, sourdes. Ses paysages et ses autres motifs sont souvent enveloppés d’une brume – sorte de sfumato – qui leur confère mystère et intemporalité.[Interprétation personnelle ?]
S’il aime représenter des sujets « surréalisants », il récuse toute appartenance au courant surréaliste. 
Ses natures mortes aux objets empilés dans un équilibre précaire, à l’atmosphère énigmatique, lui valent d’être associé, par la critique, à Jean Siméon Chardin, Giorgio Morandi ou Balthus.[Interprétation personnelle ?],
Louis Mazot est aujourd’hui considéré comme l’un des représentants important et encore méconnu du réalisme poétique.[Interprétation personnelle ?] Ses œuvres se trouvent majoritairement dans des collections privées, en France, en Suisse, en Grande-Bretagne, aux États-Unis et au Japon.

## Expositions et salons

### Exposition personnelles
- 1955 et 1956 : Galerie Saint-Placide, Paris
- 1960, 1961 et 1962 : Galerie Cardo-Matignon, Paris
- 1972 : Galerie Bruno Bassano, Paris
- 1977 et 1979 : Galerie de Nevers, Paris
- 1985 et 1987 : Galerie de la Rose-Croix, Paris
- 1989, 1991, 1993 : Galerie Francis Barlier, Paris
- 1990 et 1993 : Galerie de Gerberoy, Gerberoy

### Expositions collectives
- 1955 : Galerie Simone Badinier, Paris
- 1956 : Galerie Saint-Placide, Paris et Galerie Lettres et Arts, Paris
- 1957 : Galerie Saint-Placide, Paris et Galerie Bonaparte, Paris
- 1962 : Galerie Bernheim, Paris
- 1983 : Galerie Wolfsberg, Zürich
- 1999 : Galerie Francis Barlier, Salon d'Octobre

### Salons
- 1957 et 1958 : Les peintres témoins de leur temps, Musée Galliera, Paris
- 1956 et de 1979 à 1989 : Société Nationale des Beaux-Arts (SNBA), Grand Palais, Paris
- 1981 : Maison des Congrès et de la Culture, Clermont-Ferrand
- 1982 : Comparaison, Grand Palais, Paris
- 1990 et 1995 : Salon du dessin et de la peinture à l’eau, Espace Eiffel-Branly, Paris

Membre associé à partir de 1979 puis sociétaire à partir de 1981 de la Société nationale des beaux-arts (SNBA).